# Замленка
Замленка — река в России, протекает по Новгородскому району Новгородской области. Исток реки находится в Крестецком районе Новгородской области. Впадает в озеро Ильмень. Длина реки составляет 19 км, площадь водосборного бассейна 45,7 км².
На реке стоят деревни Осмоево и Замленье Пролетарского городского поселения (бывшего Гостецкого сельского поселения).

## Данные водного реестра
По данным государственного водного реестра России относится к Балтийскому бассейновому округу, водохозяйственный участок реки — Бассейн оз. Ильмень без рр. Мста, Ловать, Пола и Шелонь, речной подбассейн реки — Волхов. Относится к речному бассейну реки Нева (включая бассейны рек Онежского и Ладожского озера).
Код объекта в государственном водном реестре — 01040200512102000021746.